# Webservice

Web services architectuur

Een webservice kan omschreven worden als een interface van een applicatiecomponent die toegankelijk is via standaard webprotocollen waarbij zonder menselijke tussenkomst wordt gecommuniceerd, vaak met behulp van XML of JSON voor wat betreft de gegevens en via SOAP voor wat betreft de uitwisseling. Een webservice maakt het mogelijk om op afstand (meestal over het Internet) vanaf een client (een (web)applicatie of component) een dienst op te vragen aan een server, bijvoorbeeld het maken van een berekening, het leveren van gegevens of het uitvoeren van een taak. 
Webservices spelen een groeiende rol in het denken over component-based systems.
Een voorbeeld van een webservice is een applicatie die een kamer boekt in een bepaald hotel, of een applicatie die een vlucht boekt bij een bepaalde luchtvaartmaatschappij. Een touroperator kan in de applicatie die zij aan klanten aanbiedt deze webservices aanroepen, en zo de klant de indruk geven van een geïntegreerde applicatie waarmee de klant zijn/haar hele vakantie (van vlucht tot hotelkamer, huurauto en excursies) kan boeken.
Ook valt te denken aan het real time verrijken of valideren van data voor een CRM, CMS of webshop.

## Techniek
Remote clients en applicaties maken gebruik van de services door middel van een eenvoudig op XML-gebaseerd protocol: SOAP, of een andere gestandaardiseerde wijze. Services worden beschreven met behulp van WSDL (Web Services Definition Language). Een WSDL-document is een XML-document, bestaande uit een verzameling definities. Aanbieders van webservices publiceren een WSDL-document, zodat klanten na het lezen van dit document exact weten hoe ze gebruik kunnen maken van de webservice. De SOAP- en XML-koppeling die wordt gelegd tussen aanbieder en consument van de webservice moet dus worden gerealiseerd aan de hand van het WSDL-document. WSDL is wel leesbaar voor mensen, maar echt overzichtelijk ziet een XML-document er niet uit. Daarom zijn er zogeheten SOAP-clients, die kunnen onder andere de inhoud van een WSDL-document overzichtelijk weergeven in HTML-formaat.  Voor registratie en terugvinden van webservices (een soort telefoonboek voor webservices dus) wordt gebruikgemaakt van een UDDI-database (Universal Description, Discovery and Integration) waarin de WSDL-documenten en aanvullende informatie worden opgeslagen.
SOAP is echter niet het enige protocol om webservices aan te bieden.